# Mary Hamilton
Mary Hamilton, nota anche come Maria Danilovna Gamentova (... – 14 marzo 1719), è stata una dama di compagnia inglese, e amante dello zar Pietro I.

## Biografia
Mary Hamilton era un membro della famiglia scozzese Hamilton, che era emigrata in Russia con Thomas Hamilton durante il regno dello zar Ivan il Terribile, ed era probabilmente la figlia di William Hamilton e cugina di Evdokija Grigor'evna Hamilton.
Fece la sua apparizione a corte nel 1713, come dama di compagnia di Caterina, e, con la sua bellezza, iniziò a condurre una vita frivola, attirando l'attenzione dello zar.
Contemporaneamente alla sua relazione con lo zar, aveva una storia con Ivan Michajlovič Orlov. Quando Orlov la tradì con un'altra amante di Pietro, Avdot'ja Černyšëva, Mary cercò di riconquistarlo conferendogli dei regali rubati a Caterina.
Nel 1715 ebbe un aborto prendendo una medicina per la stipsi, e partorì in segreto nel 1717, dopo di che annegò il bambino. Nello stesso anno, Orlov venne interrogato sulla mancanza di alcuni documenti scomparsi dello zar. Egli confessò la sua relazione con Mary.
Venne accusata di furto, dopo che la zarina trovò alcuni suoi oggetti personali nelle stanze di Mary. Lei e Orlov vennero arrestati e imprigionati nella Fortezza di San Pietroburgo. Mary confessò il furto e di aver ucciso il suo bambino appena nato, ma rifiutò di testimoniare contro Orlov, nonostante la tortura.
Nel novembre del 1718, Mary venne riconosciuta colpevole dell'aborto, dell'omicidio del suo bambino e del furto dei gioielli appartenenti alla imperatrice, e fu condannata a morte. Sia l'imperatrice Caterina che la zarina Praskov'ja Fëdorovna Saltykova chiesero a Pietro pietà per lei, ma senza risultato. Venne decapitata il 14 marzo 1719. Fu decapitata con la spada, invece che con l'ascia. Dopo l'esecuzione, l'Imperatore prese la testa, tenne una conferenza sulla sua anatomia, la baciò e poi la gettò via. La testa di Mary venne conservata presso la Accademia russa delle scienze, almeno fino al regno di Caterina la Grande.